# 李宗奎
李宗奎（1951年—），臺灣新北市板橋區人（原臺北縣板橋市），籍貫湖北省天門市，臺灣知名黑幫人物，綽號「鍾馗」，竹聯幫地堂創始人，曾擔任代理幫主。亦涉足政治活動，曾任中國民眾黨副主席、中華統一促進黨副主席，政治主張兩岸統一。另與洪門及青幫相關組織有密切往來，擔任洪門「世界洪門天目山總會」榮譽山主、以及青幫「中華安清總會」杭三幫頭成員。
2025年第二任幫主「么么」黃少岑去世後，李宗奎與「扣頭」劉振南、「四川」高世川被視為竹聯幫幫主接班的主要人選，成為媒體與幫內角力焦點。

## 生平經歷
李宗奎出生於臺灣臺北縣板橋市（今新北市板橋區）的大庭新村眷村，與日後成為竹聯幫大老的「白狼」張安樂為兒時玩伴。學生時期即加入校園幫派「竹林聯盟」。1960年代後期，自大安國民中學畢業後考入陸軍官校預備班第12期，後直升為陸軍官校第43期，於高雄接受正規軍事教育。
1970年代，李宗奎自軍校畢業後，曾被調派至金門服役，由副連長升任連長。據報導，其在陸軍官校就學期間曾與高雄在地幫派「西北幫」爆發衝突並因此打響名號。最終因與所屬部隊旅長發生衝突，提前退伍，結束軍旅生涯。退伍返台後，他與昔日眷村認識的幫派成員重新聯繫，正式加入竹聯幫。
1981年，竹聯幫因應組織擴張進行堂口重編，李宗奎擔任新設立的地堂首任堂主。1984年10月，因警方執行「一清專案」全國大掃黑行動，遭逮捕並移送綠島監獄，接受為期四年的管訓。1996年11月7日，李宗奎再度因「治平專案」遭警方拘提，並於綠島服刑兩年。1997年在服刑期間，因應幫派解散政策，對外宣布退出幫派並辭任地堂堂主職務。
2002年末，媒體報導指出，竹聯幫第二任幫主「么么」黃少岑透過精神領袖「鴨霸子」陳啟禮授意，委託李宗奎暫代處理幫內台灣地區事務，形同擔任代理幫主角色。同年11月18日，李宗奎於台北環亞飯店舉辦婚宴，席開350桌補辦與妻子的婚禮。現場出席人士眾多，包括竹聯幫代理幫主「趙霸子」趙爾文、幫內多位堂主，以及四海幫幫主「老賈」賈潤年。亦有政界人士如前行政院院長李煥、立法院院長王金平到場祝賀，引發外界高度關注。警方接獲情資指出當天婚宴亦可能進行幫主交接儀式，特派員警於現場蒐證錄影。
2007年11月，竹聯幫精神領袖「鴨霸子」陳啟禮逝世，竹聯幫為其舉辦盛大告別式。李宗奎名列「扶棺十堂主」之首，與來自各堂口的重要人物，忠堂「阿弟」董桂均、青堂「四川」高世川、南堂「阿仁」吳正仁、雷堂「傅強」、信堂「小修」、彪堂「小捷」、火堂「小凱」、陳啟禮貼身保鑣「蔡光」、捍衛隊成員「貝貝」林文持等人共同擔任扶棺人員，其高調現身引起媒體大幅報導與社會關注。
2013年，長期滯留中國大陸的張安樂結束為期17年的旅居生活返台，並公開宣揚其「臺海和平、一國兩制」的政治主張。李宗奎亦投入統派政治活動，加入張安樂創立的中華統一促進黨，並擔任副主席職務。2015年間，李宗奎代表中華統一促進黨參選2016年第九屆立法委員選舉，以「軍系代表」名義列入全國不分區候選人名單第九順位，最終未能當選。
2025年，竹聯幫第二任幫主「么么」黃少岑逝世，原訂由愛堂領袖「扣頭」劉振南接任第三任幫主。然而，該繼任安排旋即引發幫內多個派系的質疑與挑戰。李宗奎在張安樂的支持下公開宣稱接任幫主一職，與劉振南、青堂前堂主「四川」高世川形成三方角力局面，竹聯幫遂陷入罕見的「三方爭位」混亂局勢，成為媒體與社會關注焦點。

## 爭議事件

#### 郭台銘連署收購案
2023年，李宗奎身為中華統一促進黨副主席、竹聯幫地堂創始人，被控於郭台銘參選2024年總統選舉期間，涉嫌以每份300元代價向民眾收購超過一千份連署書，以協助郭台銘完成連署門檻。檢方調查並查扣相關金流、訊問多名人士後，於2023年11月展開搜索與約談行動。
經台北地方法院審理，李宗奎承認相關事實，依《總統副總統選舉罷免法》被判有期徒刑2年，得以緩刑5年，處罰金600萬元，並須向公庫支付300萬元，褫奪公權4年。法院認定他涉及連署行賄行為，但基於認罪態度及其非重複犯，判處緩刑為主。此案件在媒體上引起高度關注，並成為延伸討論幫派介入政治的焦點。

#### 幫主票選餐敘風波
2025年竹聯幫幫主接班爭議期間，李宗奎與張安樂為爭取幫內支持，原訂於台北市立法院內的康園餐廳舉行堂口領袖餐敘，藉此公開推舉李宗奎為幫主候選人，引發社會輿論與媒體關注。由於該地點屬公共政治空間，外界普遍認為此舉涉及幫派進入公共體制場域，有違社會觀感。警方獲悉後介入處理，明確拒絕幫派成員於立法院餐廳聚會，並進行預防性勸離。最終張安樂與李宗奎將餐敘地點改至台北市其他私營場所舉行。此次事件引發輿論批評，外界質疑黑道勢力介入公共空間與政治場域的正當性，同時也影響警方針對幫派公開動員行動加強監控。